# Pablo Rojas Paz
Pablo Rojas Paz (San Miguel de Tucumán, 26 de junio de 1896 - Buenos Aires, 1 de octubre de 1956) fue un escritor argentino. Publicó ensayos, poesía, relatos, novelas y biografías y crónicas deportivas.

## Biografía
Muy joven se trasladó a Buenos Aires, donde estudió Filosofía, Medicina y Derecho. En 1924 comienza su camino literario, vinculándose con el movimiento "Martín Fierro".
Junto a los escritores Jorge Luis Borges, Alfredo Brandán Caraffa y Ricardo Güiraldes, fundó la revista Proa, en 1924.
Por su libro de relatos El patio de la noche fue galardonado con el Premio Nacional de Literatura, en 1940. También escribió crónicas sobre fútbol en el diario Crítica, firmando con el seudónimo "El negro de la tribuna".
Pidió ser sepultado en los cerros de su Tucumán natal, su tumba se encuentra en la ruta 340 en un lugar donde a modo de palco se observa el Gran San Miguel de Tucumán. Recientemente se bautizó con su nombre una senda de trekking que comienza en este mismo lugar (La Rojas Paz).

## Obras
- Paisajes y meditaciones (1924) (ensayo)
- La metáfora y el mundo (1926) (ensayo)
- Arlequín (1927) (cuentos)
- El perfil de nuestra expresión (1929) (ensayo)
- Hombres grises, montañas azules (1930) (novela)
- El libro de las tres manzanas (1933) (ensayo)
- Hasta aquí nomás (1936) (novela)
- El patio de la noche (1940) (cuentos)
- Alberdi, el ciudadano de la soledad (1940) (biografía)
- Biografía de Buenos Aires (1943) (biografía)
- Cada cual y su mundo (1944) (ensayo)
- El arpa remendada (1944) (cuentos)
- Campo argentino (1944) (cuentos)
- Raíces al cielo (1945) (novela)
- Hombre y momentos de la diplomacia (1946) (cuentos)
- Los cocheros de San Blas (1950) (novela)
- Echeverría, pastor de soledades (1952) (biografía)
- Mármoles bajo la lluvia (1954) (novela)
- El canto en la llanura (1955) (ensayo)
- Simón Bolívar (1955) (biografía)
- Lo pánico y lo cósmico (1957) (ensayo)

## Premios
- 1924 - Premio Municipal, por Paisajes y meditaciones.
- 1940 - Premio Nacional, por El patio de la noche.
- 1952 - Premio Alberto Gerchunoff, por Echeverría, pastor de soledades.